# Acatempa, Tixtla de Guerrero
Acatempa är en ort i Mexiko.   Den ligger i kommunen Tixtla de Guerrero och delstaten Guerrero, i den södra delen av landet, 200 km söder om huvudstaden Mexico City. Acatempa ligger 1 287 meter över havet och antalet invånare är 2 008.
Terrängen runt Acatempa är huvudsakligen kuperad. Acatempa ligger nere i en dal. Runt Acatempa är det ganska tätbefolkat, med 80 invånare per kvadratkilometer. Närmaste större samhälle är Chilpancingo de los Bravo, 18,0 km sydväst om Acatempa. I omgivningarna runt Acatempa växer huvudsakligen savannskog.